# Рудольф Марлот
Рудольф Марлот (нім. Rudolf Marloth; 28 грудня 1855 — 15 квітня 1931) — німецький та південноафриканський ботанік, фармацевт та хімік.

## Біографія
Народився у 1955 році у Люббені в Німеччині. У рідному місті отримав фармацевтичну освіту. Працював у різних аптеках Німеччини та Швейцарії. У 1883 році захистив докторську дисертацію у Берлінському університеті на тему "Захисні механізми насіння від шкідливих речовин".
30 грудня 1883 року він переїхав до Кейптауна у Південній Африці, де відкрив власну аптеку. Майже відразу почав займатися дослідницькою діяльність. Він збирав колекцію рослин та досліджував їхні властивості. Спершу збирав гербарій на околицях Кейптауна та на Столовій горі. Згодом провів експедиції в інші райони країни. У 1885-1886 роках організував дослідницькі експедиції в Південно-Західну Африку. Крім збирання гербарію, він також фотграфував рослини у природному середовищі. Результати його досліджень були опубліковані Адольфом Енглером у Берлін у трактаті "Plantae Marlothiana".
У 1888 році почав викладати на кафедрі хімії у коледжі Вікторії. У 1889-1992 роках займав там помаду професора. Після цього читав лекції в Ельзенбурзькій сільськогосподарській школі і в той же час працював консультантом і аналітичним хіміком в Кейптауні.
У 1891 році одружився з Маріан ван Вік.
Захоплювався альпінізмом. Був співзасновником «Гірського клубу Південної Африки» у 1891 році. У 1901-1906 році виконував обов'язки голови клубу. Під час альпіністських вилазок продовжував займатися вивченням флори та відкрив нові види рослин.

## Вшанування
На честь Рудольфа Марлота названо вид Aloe marlothii. Його ім'я носить також природний заповідник Марлот.